# Pensées sur l'éducation
Some Thoughts Concerning Education
Ne doit pas être confondu avec Pensées sur l'éducation des filles.
Pensées sur l'éducation, également connu sous le titre Quelques pensées sur l'éducation (Titre original : Some Thoughts Concerning Education), est un traité d'éducation écrit en 1693 par le philosophe britannique John Locke. Durant plus d'un siècle, il constitue le travail philosophique sur l'éducation le plus important d'Angleterre et est traduit dans la plupart des langues européennes durant le XVIIIe siècle. La plupart des auteurs européens plus contemporains, dont Jean-Jacques Rousseau, ayant écrit sur le sujet ont par ailleurs reconnu son influence.
Dans son Essai sur l'entendement humain de 1690, Locke décrivait déjà une nouvelle philosophie de l'esprit et affirmait que l'esprit de l'enfant était un tabula rasa ou une « page blanche »; c'est-à-dire qu'il ne contenait aucune idée innée. Pensées sur l'éducation explique comment éduquer l'esprit en utilisant trois méthodes distinctes : le développement d'un corps sain, la formation d'un caractère vertueux et le choix d'un programme d'études approprié.
Les lettres qui constituent le traité tel qu'il est connu aujourd'hui étaient à l'origine destinées à l'un de ses amis aristocrates, sous le titre Some Thoughts (Pensées). Devant les conseils de cet ami, il fut publié hors de cette sphère privée, ce qui permit aux femmes et aux classes inférieures d'accéder aux mêmes aspirations d'éducation que celles desquelles il était à l'origine destiné.

## Contexte historique
Il semble que John Locke, plutôt que d'écrire une philosophie complète de l'éducation, tente délibérément de populariser des tendances de la réforme éducative du XVIIe siècle tout en y introduisant ses propres idées. Avant lui, des écrivains comme John Evelyn, John Aubrey, John Eachard et John Milton ont défendu « des réformes similaires du programme éducatif et des méthodes d'enseignement », mais sans parvenir à toucher un public assez large. Cependant, il est surprenant de noter que John Locke affirme plusieurs fois dans son texte qu'il s'agit d'un travail révolutionnaire ; selon Nathan Tarcov, qui a écrit un livre sur les Pensées sur l'éducation, « Locke oppose souvent explicitement ses recommandations à l'éducation « usuelle », « commune », « ordinaire » ou « générale » ».
Alors que le mercantilisme et le sécularisme se répandent en Grande-Bretagne, les idées éducatives humanistes de la Renaissance, qui forment la base de la scolastique, sont considérées par beaucoup comme n'étant plus adaptées. Suivant les idées de Francis Bacon, qui remet en cause l'autorité culturelle des classiques, des réformateurs comme John Locke, et plus tard Philip Doddridge, s'opposent au décret des universités d'Oxford et de Cambridge selon lequel « tous les Bacheliers et les Étudiants, dans leurs débats, devront renoncer à ces Auteurs variés, qui ont causé tant de tensions et de disputes dans les Écoles, et suivre uniquement Aristote et ceux qui le défendent, et ne faire reposer leurs Questions que sur lui, et exclure des Écoles toutes ces Questions stériles et inutiles en désaccord avec l'ancienne et vraie Philosophie ». De nombreuses familles demandent que leurs fils, au lieu de n'étudier que des textes en latin et en grec ancien, reçoivent une éducation pratique ; en les exposant aux nouvelles sciences, aux mathématiques et aux langues modernes, les parents espèrent que leurs fils seront prêts à s'adapter aux changements économiques, et donc au nouveau monde qui se forme en Grande-Bretagne.

## Texte
L'une de ces familles est la famille Clarke qui vit à Chipley dans le Somerset. En 1684, Edward Clarke demande à son ami John Locke des conseils pour éduquer son fils et héritier, Edward Jr. John Locke lui écrit une série de lettres qui forment la base des Pensées sur l'éducation. Mais ce n'est qu'en 1693 que, encouragé par les Clarke et par William Molyneux, il publie son traité. « Timide » quand il s'agit de s'exposer au public, John Locke décide de publier l'ouvrage anonymement.
John Locke remanie et prolonge son texte cinq fois avant sa mort, mais sans jamais altérer le « style amical et familier de l'ouvrage ». La préface de l'ouvrage avertit le lecteur de son humble origine d'une série de lettres, et, selon Nathan Tarcov, John Locke encourage les conseils. Nathan Tarcov affirme que John Locke traite ses lecteurs comme des amis et qu'ils lui répondent de même.

## Théorie pédagogique

### Principes et association des idées
Parmi les arguments majeurs exprimés par John Locke dans son Essai sur l'entendement humain et ses Pensées sur l'éducation, deux jouent un rôle majeur dans les théories éducatives du XVIIIe siècle. La première est que c'est l'éducation qui fait l'individu : dans la préface de son traité, il écrit « Je crois que je peux dire que de tous les hommes que j'ai rencontrés, neuf sur dix sont ce qu'ils sont, bons ou mauvais, utiles ou non, de par leur éducation ». En parlant ainsi, John Locke s'oppose à la fois au point de vue de Saint Augustin qui base sa conception de l'humanité sur le péché originel, et la position de René Descartes qui affirme que l'homme connaît de manière innée les bases de la logique. Dans son Essai, John Locke décrit un esprit « vide » ou tabula rasa, qui est « rempli » par l'expérience. En décrivant l'esprit dans ces termes, il se base sur le Théétète de Platon où l'esprit est décrit comme une « tablette de cire ». Mais alors que John Locke défend fermement la théorie de la tabula rasa, il croit quand même que l'enfant possède des talents et des intérêts innés. Par exemple, il recommande aux parents d'observer attentivement leurs enfants pour trouver leurs « aptitudes », et de renforcer leurs intérêts plutôt que les forcer à participer à des activités qu'ils n'aiment pas : « celui, par conséquent, qui s'occupe des enfants doit bien étudier leur nature et leurs aptitudes et découvrir, par des essais fréquents, quel tour ils prennent facilement et ce qui les intéresse, observer quel est leur bagage inné, comment il peut être amélioré et à quoi il peut servir ».
La seconde grande contribution de John Locke aux théories éducatives du XVIIIe siècle repose sur sa théorie du soi. Il écrit que « les plus petites impressions, presque insensibles, de notre tendre enfance, ont des conséquences très importantes et durables ». Les associations d'idées de la petite enfance sont plus fortes que celles réalisées pendant l'âge adulte, car elles forment les fondements de la personnalité en marquant les premières la tabula rasa. Dans son Essai sur l'entendement humain, où il introduit sa théorie de l'association des idées, John Locke avertit qu'il ne faut pas laisser « une servante idiote » raconter aux enfants que les « gobelins et les esprits » sont associés à l'obscurité, car « l'obscurité apporterait alors toujours avec elle ces idées effrayantes, et elles seraient si bien liées que les enfants ne pourraient plus supporter ni l'une ni l'autre ».
L'accent mis par John Locke sur le rôle de l'expérience dans la formation de l'esprit, ainsi que sa préoccupation vis-à-vis des mauvaises associations d'idées, ont conduit beaucoup de critiques à considérer sa théorie sur l'esprit comme passive et non pas active ; cependant, Nicholas Jolley remarque dans son introduction à la théorie de John Locke que c'est « l'un des plus curieux contresens à propos de Locke ». Avec Nathan Tarcov, il fait remarquer que les ouvrages de John Locke sont remplis de directives pour rechercher activement la connaissance et réfléchir sur les idées reçues, et que c'est en fait l'essence de l'opposition de John Locke à la conception de l'inné.

### Corps et esprit
John Locke recommande aux parents de s'occuper soigneusement des « habitudes » physiques de l'enfant avant de s'occuper de son éducation académique. Plusieurs spécialistes affirment qu'il n'est pas surprenant que John Locke, en tant que médecin, commence ses Pensées sur l'éducation par une discussion sur les besoins physiques des enfants ; cependant cette innovation, simple en apparence, s'est révélée être une des innovations de John Locke les plus suivies — la plupart des manuels occidentaux à l'usage des parents s'occupent toujours principalement des questions de nutrition et de sommeil. Pour convaincre les parents qu'ils doivent se préoccuper de la santé de leurs enfants avant tout, John Locke cite les Satires de Juvénal : « Un esprit sain dans un corps sain ». Il croit fermement qu'il faut exposer les enfants à des conditions dures, pour qu'ils soient habitués, par exemple, aux températures basses une fois devenus plus grands : « Les enfants [ne devraient] pas être habillés ou couverts trop chaudement, en été comme en hiver » car « leurs corps endureront tout ce à quoi ils ont été habitués depuis le début ». De plus, pour éviter à l'enfant de s'enrhumer, il suggère que « ses pieds soient lavés tous les jours à l'eau froide, et que ses chaussures soient assez fines pour fuir et laisser entrer l'eau quand il s'en approche ». Il affirme que si l'enfant est habitué à avoir les pieds froids et humides, une averse ou un refroidissement ne lui causera pas de maladie.
Ces conseils, qu'ils soient suivis ou non, sont populaires ; ils apparaissent par exemple dans les livres pour enfants de John Newbery au milieu du XVIIIe siècle qui sont les premiers best-sellers de la littérature pour enfants en Angleterre ; par exemple, dans la préface de A Little Pretty Pocket-Book, John Newbery recommande que les parents donnent à leur enfant « une nourriture commune, l'habillent de vêtements fins, le laissent avoir beaucoup d'Exercice, et l'exposent à la Dure autant que le permettra sa Constitution naturelle » car « le Visage d'un Enfant, lorsqu'il vient au Monde (selon le grand M. Locke), est aussi tendre et sujet aux Blessures que toute autre Partie du Corps ; cependant, en étant toujours exposé, il devient Résistant à la Saison la plus sévère, et au Temps le moins clément ».
John Locke donne aussi dans son ouvrage des conseils spécifiques sur des sujets divers, comme les draps des lits, la nourriture ou le rythme de sommeil.

### Vertu et raison

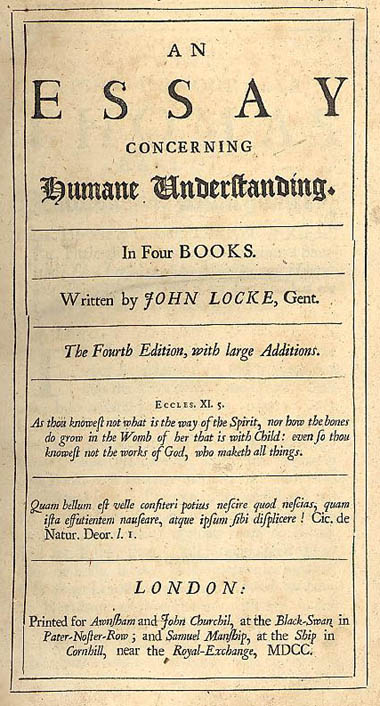
Page de titre de la 4e édition de lEssai sur l'entendement humain.

John Locke consacre la plus grande partie des Pensées sur l'éducation à la manière d'inspirer la vertu aux enfants. Il définit la vertu comme un mélange d'abnégation et de raisonnement : « qu'un homme soit capable de s'interdire ses propres désirs, de faire une croix sur ses propres inclinations, et suivre purement ce que la raison montre comme le mieux, alors que les appétits veulent le mener sur un autre chemin ». De futurs adultes vertueux doivent être capables non seulement de faire preuve d'abnégation, mais aussi de voir la voie rationnelle à suivre. John Locke est convaincu que les enfants sont capables de raisonner tôt dans leur vie, et que leurs parents doivent s'adresser à eux comme à des êtres doués de raison. Il ajoute même que les parents doivent avant tout tenter de donner à leurs enfants « l'habitude » de penser de manière rationnelle. John Locke prône la supériorité de l'habitude sur les règles : les enfants devraient s'imprégner de l'habitude de raisonner, plutôt que de mémoriser un ensemble complexe d'interdictions. Cette mise en avant de la raison et de l'habitude correspond à deux des arguments de John Locke dans son Essai sur l'entendement humain : il y regrette l'irrationalité de la majorité des gens et leur incapacité, à cause de la puissance des coutumes, à modifier ou à remettre en cause leurs anciennes croyances. Pour tenter de résoudre ce problème, il ne préconise pas seulement de traiter les enfants comme des êtres doués de raison, mais aussi de créer un système disciplinaire basé sur l'estime et la disgrâce, plutôt que sur la récompense et la punition. Pour lui, donner des bonbons en récompense et des châtiments corporels en punition exacerbe les sens des enfants et non leur raison. Il affirme qu'« une telle discipline esclavagiste forme un tempérament d'esclave ».
Il est important de comprendre ce que John Locke veut dire exactement quand il conseille aux parents de traiter leurs enfants comme des êtres doués de raison. Il commence par faire remarquer que « les enfants aiment être traités comme des Créatures douées de Raison », et donc que leurs parents doivent les traiter comme tels. Nathan Tarcov affirme que cela signifie que les enfants ne peuvent être considérés comme rationnels que parce qu'ils répondent au désir d'être traités comme des êtres doués de raison, et qu'ils sont « motivés uniquement [par] les récompenses et les punitions » pour parvenir à ce but.
Enfin, John Locke veut que les enfants deviennent adultes aussi vite que possible. Dans ses Pensées sur l'éducation, il affirme que « la seule défense contre le monde est une connaissance approfondie de celui-ci, à laquelle un jeune gentilhomme doit être initié par étapes autant qu'il le peut, et le plus tôt est le mieux ». Dans la seconde partie de son Traité du gouvernement civil (1689), il affirme qu'il est du devoir des parents d'éduquer leurs enfants et d'agir pour eux, car les enfants, bien qu'ils soient capables de raisonner jeunes, ne le font pas en permanence et sont donc souvent irrationnels ; c'est donc le devoir des parents d'apprendre à leurs enfants à devenir des adultes rationnels, afin qu'ils ne soient pas toujours dépendants de leurs parents.

### Programme éducatif
John Locke n'accorde pas beaucoup de place dans les Pensées sur l'éducation à la définition d'un programme spécifique ; il considère comme plus important d'affirmer que l'éducation consiste à inspirer la vertu et ce que les éducateurs modernes appelleraient le sens critique. Il affirme que les parents et les professeurs doivent d'abord « apprendre à apprendre » et à aimer apprendre aux enfants. Selon lui, l'instructeur « doit se rappeler que son travail n'est pas tant d'enseigner [à l'enfant] tout le savoir possible, que de lui donner l'amour et l'estime du savoir, et de le mettre sur la bonne voie pour se connaître et s'améliorer ». Il donne cependant quelques conseils sur ce qu'il considérerait comme un programme utile. Il déplore par exemple les longues heures passées inutilement à étudier le latin, et estime qu'il faut d'abord apprendre aux enfants à parler et à écrire correctement leur langue maternelle. La plupart de ses autres recommandations sont basées sur le même principe d'utilité. Par exemple, il écrit que les enfants devraient apprendre à dessiner car cela pourra leur être utile lors de voyages à l'étranger (pour garder une trace des sites qu'ils visitent) ; en revanche, étudier la poésie et la musique est, selon lui, une perte de temps. John Locke devance également la révolution scientifique et encourage l'enseignement de la géographie, de l'astronomie et de l'anatomie. Ses recommandations reflètent une rupture avec les principes de la scolastique et l'émergence d'une nouvelle éducation, ne reposant plus seulement sur la science mais aussi sur des connaissances pratiques. Il recommande également, par exemple, que chaque enfant (mâle) apprenne à faire du commerce. Les suggestions pédagogiques de John Locke marquent le début d'une nouvelle éthique bourgeoise qui définit la Grande-Bretagne au cours du XVIIIe siècle et du XIXe siècle.

## Classes sociales
Quand John Locke écrit les lettres qui forment la base de ses Pensées sur l'éducation, il s'adresse à un aristocrate, mais le texte final parle à un public plus large. Il écrit par exemple : « Je considère la Vertue (sic) comme le premier et le plus nécessaire de ces Talents qui appartiennent à un Homme ou un Gentilhomme ». James Axtell, qui a édité la version la plus complète des œuvres éducatives de John Locke, affirme que bien qu'« il écrivait pour cette petite catégorie sociale, cela n'empêche pas la possibilité que la plupart des choses qu'il a dites sur l'éducation, en particulier sur ses principes, étaient également applicables à tous les enfants ». Ce point de vue existe déjà chez les contemporains de John Locke : Pierre Coste écrit, dans l'introduction de la première édition en français des Pensées sur l'éducation publiée en 1695, « il est certain que cette Œuvre a été particulièrement conçue pour l'éducation des Gentilshommes : mais cela ne l'empêche pas de servir aussi à l'éducation de toutes sortes d'Enfants, quelle que soit leur classe sociale ».
Il est possible d'appliquer les principes éducatifs de John Locke à tous les enfants, et des contemporains comme Pierre Coste le font probablement ; cependant, John Locke lui-même, quoique certaines de ses affirmations suggèrent le contraire, pense que l'éducation qu'il décrit s'applique uniquement aux enfants de riches ou de la classe moyenne. Selon Peter Gay, « (il) n'a jamais pensé que tous les enfants devaient être éduqués, ou que tous ceux qui devaient être éduqués devaient l'être de la même manière. Locke pensait que tant que le système éducatif ne serait pas réformé, un gentilhomme devait faire éduquer son fils à la maison par un tuteur. Quant aux pauvres, ils n'apparaissent pas du tout dans le livre de Locke ».
Dans un essai intitulé Essay on the Poor Law (« Essai sur la loi pour les pauvres »), John Locke aborde le sujet de l'éducation des enfants pauvres ; il y déplore que « les enfants des classes travailleuses sont un fardeau ordinaire pour la paroisse, et sont souvent maintenus dans l'oisiveté, si bien que leur travail est perdu pour le pays jusqu'à leur douzième ou quatorzième année ». Il suggère donc la création de working schools dans chaque paroisse anglaise, où les enfants des familles pauvres seront « depuis leur petite enfance [trois ans] habitués au travail ». Il souligne les avantages économiques de ces écoles, qui permettraient non seulement d'assurer un revenu à la paroisse, mais aussi de donner une mentalité de travailleurs aux enfants.

## Différences entre les sexes
Les Pensées sur l'éducation étant écrites en réponse à la question d'un gentilhomme sur la manière d'éduquer son fils, l'objet principal du traité, selon John Locke, « est la manière d'éduquer un jeune gentilhomme depuis sa petite enfance ». Selon lui, cela « ne conviendra pas aussi parfaitement à l'éducation des filles ; cependant, là où la différence entre les sexes requiert un traitement différent, il ne sera pas difficile de faire la distinction ». Ce passage suggère que John Locke estime que les fondamentaux de l'éducation sont identiques pour les garçons et les filles, et qu'il n'y a que de petites différences évidentes pour les filles. Cette interprétation est corroborée par une lettre de John Locke à Mme Clarke en 1685, où il écrit : « par conséquent, puisque je ne connais aucune différence liée au sexe dans votre esprit en ce qui concerne [...] la vérité, la vertu et l'obéissance, je pense bien qu'il n'y a rien à modifier de ce qui a été [écrit pour le fils] ». Selon Martin Simons, John Locke « suggère, implicitement et explicitement, que l'éducation d'un garçon devrait s'inscrire dans le schéma déjà suivi par les filles des classes nobles éduquées ». Au lieu d'être envoyés dans des écoles qui ignorent leurs besoins individuels et leur enseignent des connaissances sans valeur, les garçons, selon John Locke, doivent être éduqués à la maison, comme c'est déjà le cas pour les filles à l'époque, et « doivent apprendre les tâches utiles et nécessaires à leur foyer et leur domaine ». Comme sa contemporaine Mary Astell, John Locke pense que les femmes peuvent, et doivent, apprendre à être rationnelles et vertueuses.
Cependant, il recommande plusieurs « restrictions » mineures concernant le traitement du corps des filles. La plus significative est de restreindre l'activité physique pour préserver l'apparence : « Mais comme pour vos filles, il faut prendre soin de leur beauté autant que leur santé le permet, il doit y avoir pour elles quelques restrictions [...] pour cela leurs peaux tendres doivent être protégées contre les rayons du soleil, en particulier quand ils sont très chauds et intenses ». Bien que ce conseil affirme que John Locke accorde une plus grande valeur à la beauté des femmes qu'à celle des hommes, le fait qu'il n'ait jamais été publié autorise les lecteurs de l'époque à tirer leurs propres conclusions sur les « différents traitements » des filles et des garçons. De plus, quand on le compare à d'autres traités pédagogiques comme The Whole Duty of Woman (1696) et The Whole Duty of Man (1657), ou l'Émile de Jean-Jacques Rousseau, qui proposent des éducations entièrement différentes et séparées pour les femmes, le traité de John Locke apparaît comme beaucoup plus égalitaire.

## Accueil, critiques et postérité

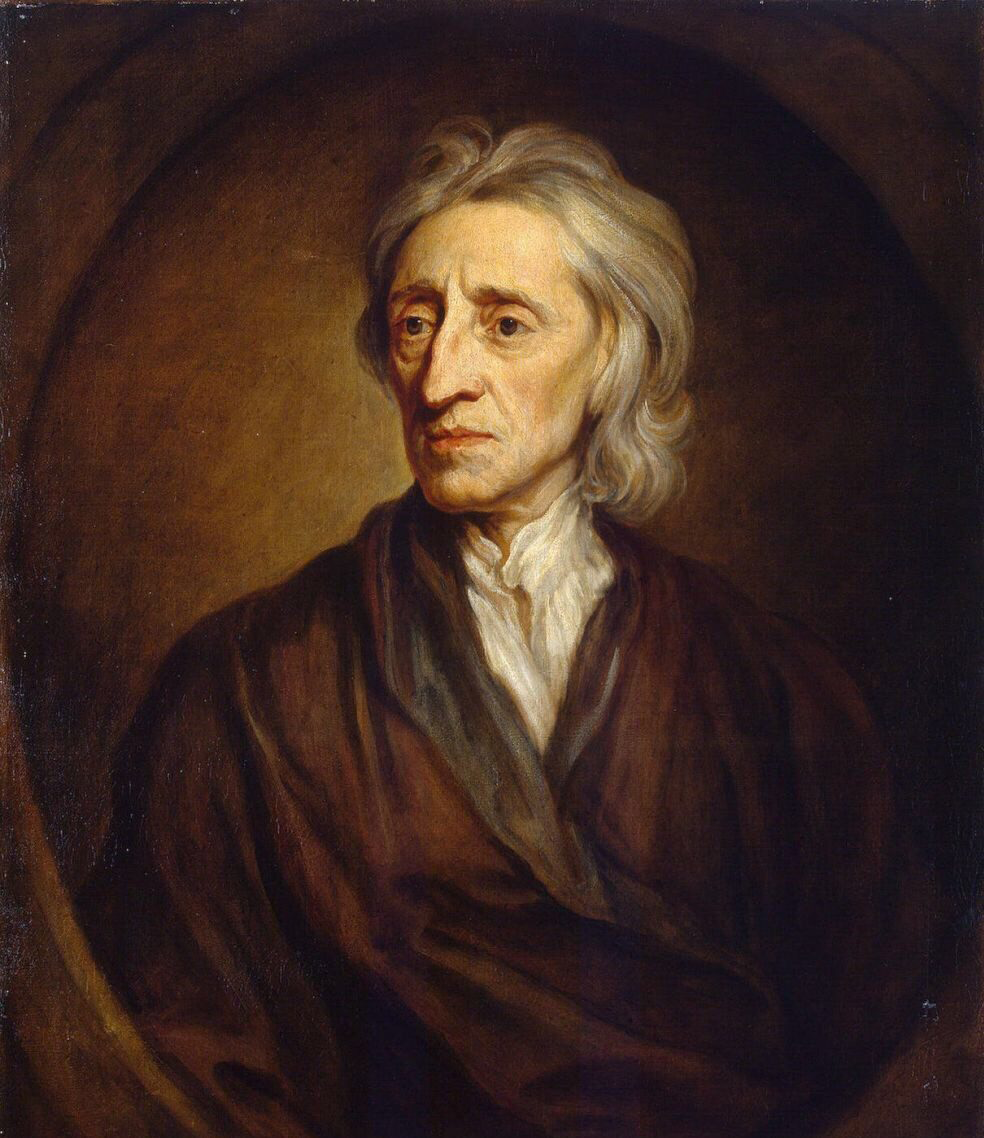
John Locke par Godfrey Kneller (1697)

Avec Émile, ou De l'éducation (1762) de Jean-Jacques Rousseau, les Pensées sur l'éducation sont l'un des textes fondamentaux de la théorie éducative du XVIIIe siècle. En Grande-Bretagne, le traité est considéré comme le traitement standard du sujet de l'éducation pendant un siècle. Pour cette raison, les critiques maintiennent que les Pensées sur l'éducation rivalisent avec l'Essai sur l'entendement humain pour le titre d'œuvre la plus influente de John Locke. Ce point de vue est partagé par les intellectuels de l'époque : par exemple, le philosophe et mathématicien allemand Gottfried Wilhelm Leibniz affirme que les Pensées sur l'éducation surpassent l'Essai en termes d'impact sur la société européenne.
Les Pensées sur l'éducation restent longtemps un best-seller. Durant le XVIIIe siècle, l'ouvrage connaît au moins 53 éditions, dont 25 en anglais, 16 en français, six en italien, trois en allemand, deux en néerlandais et une en suédois. Il est également cité dans des romans comme Paméla ou la Vertu récompensée (1740-1) de Samuel Richardson, et forme les bases théoriques de nombreux livres pour enfants, en premier lieu ceux du premier éditeur de livres pour enfants à succès, John Newbery. Selon James Secord, un spécialiste du XVIIIe siècle, John Newbery utilise les conseils éducatifs de John Locke pour rendre légitime le nouveau genre que représente la littérature enfantine : une référence à John Locke assure le succès du genre.
À la fin du XVIIIe siècle, l'influence de John Locke sur les réflexions sur l'éducation est largement reconnue. En 1772, dans son Essai sur l'éducation (Essay Upon Education), James Whitchurch écrit que John Locke est « un Auteur, à qui les Savants doivent toujours reconnaître leur immense dette, et dont le Nom ne peut être mentionné sans une secrète Vénération, et sans Respect ; car ses Affirmations sont le fruit d'une Réflexion intense, d'un Questionnement strict, et d'un Jugement clair et pénétrant ». Des auteurs qui ne partagent pourtant pas les idées politiques de John Locke, comme Sarah Trimmer (dans sa revue The Guardian of Education) ou Maria Edgeworth qui a écrit avec son père un ouvrage éducatif intitulé Practical Education (1798), font référence à ses idées pédagogiques. Même Jean-Jacques Rousseau, qui s'oppose pourtant à l'argument de John Locke affirmant que les parents doivent traiter leurs enfants comme des êtres doués de raison, reconnaît sa dette envers lui.
John Cleverley et D.C. Phillips considèrent que les Pensées sur l'éducation sont à la base d'une tradition de théories pédagogiques qu'ils qualifient d'« environnementalisme » (environmentalism). Quelques années après la publication des Pensées sur l'éducation, Étienne Bonnot de Condillac et Claude Adrien Helvétius adoptent l'idée que les esprits des gens sont façonnés par leurs expériences, et donc par leur éducation. Des systèmes visant à éduquer les enfants par les sens prolifèrent alors en Europe. En Suisse, Johann Heinrich Pestalozzi, en se basant sur les théories de John Locke, développe le concept de « leçon de choses ». Ces leçons attirent l'attention des élèves sur un objet particulier, en les encourageant à l'appréhender avec tous leurs sens et à utiliser des mots précis pour le décrire. Utilisées en Europe et en Amérique pendant le XVIIIe siècle et le XIXe siècle, ces leçons, selon leurs pratiquants, « si elles sont bien organisées, cultivent la Perception par les Sens, ou l'Observation, habituent les enfants à exprimer leurs pensées en mots, étendent leur vocabulaire et leurs idées, et en leur permettant d'accumuler ainsi de la matière à penser, les préparent pour des études plus difficiles et plus avancées ».
Ces principes se retrouvent également dans la pédagogie Montessori au XXe siècle. Selon Cleverley et Phillips, l'émission éducative 1, rue Sésame est aussi « basée sur les principes de Locke — son but est de donner aux enfants des classes défavorisées, en particulier dans les milieux urbains, les idées simples et les expériences de base que leur environnement ne leur fournit pas ». Ils ajoutent que malgré l'influence toujours présente de John Locke, le XXe siècle est dominé par des débats sur la pertinence de l'inné qui n'existaient pas au siècle de John Locke. L'« environnementalisme » optimiste de John Locke, comme il est qualifié dans son texte, n'est plus seulement un sujet de débat moral, mais aussi un sujet de débat scientifique.